# Kalle Määttä
Kaarle (Kalle) Nikolai Määttä, född 1 augusti 1900 i Uleåborg, död där 31 oktober 1985, var en finländsk ämbetsman och politiker.
Määttä blev agronomie- och forstkandidat 1927. Han var 1929–1945 sekreterare i Oulun läänin talousseura, ett lantbrukssällskap med Uleåborg som huvudort, 1939–1944 riksdagsman (Agrarförbundet), 1945–1949 direktör för statens spannmålsförråd och 1949–1967 landshövding i Uleåborgs län. Han organiserade jordbruket i Östkarelen under fortsättningskrigets inledningsskede 1941–1942 och ledde 1944 inför kriget mot tyskarna i norr evakueringen av Uleåborgs läns östra del.
Som landshövding tog Määttä många för länet betydelsefulla initiativ; bland annat var han en av Uleåborgs universitets främsta tillskyndare.